# 袁鳳瑛
袁鳳瑛（英語：Shirley Yuen Fung Ying，1965年11月1日—），香港女歌手。她現時經營「香港德育及演藝教育中心」以在演藝範疇訓練中小學生。

## 背景

### 早年生活
袁鳳瑛於父母離異的家庭中成長，有一兄一弟一妹，早年在北角明園大廈成長，童年至少女時期的生活不愉快。她畢業於新法書院幼稚園（加路連山道分校）、新法書院小學部及中學部（1977年小六、1982年中五；大坑道分校）。在校時以小學成績為佳，不過在中學階段以後由於家庭生出變故而轉差。另一方面參加過小學校內的歌唱比賽。中學畢業後，十七歲的袁鳳瑛到工聯會報讀歌唱訓練班兼在大新保險公司任職文員。直至十九歲，即1984年獲酒廊老闆委託的琴手透過工聯會選為酒廊歌手。她遂辭去英資金條貨運公司行政助理一職，前往澳門謀生。同期當過「海豹劇團」的舞台劇演員。1985年回到香港的酒廊發展。由1982年至1988年間均沒有離開酒廊界別。

### 個人事業
袁鳳瑛於1986年參與過第五屆新秀歌唱大賽，惜未能進入決賽。落敗後決心花三年時間鍛鍊自己去參加1988年香港亞洲電視舉辦的《未來偶像爭霸戰》，結果獲得「最突出台風獎」。未幾簽約亞洲電視只有三個月就被終止合約（曾夥拍一名電台唱片騎師主持一個音樂節目）。事關她以往獲一名女歌手邀請與他人組成女子樂隊不遂，卻反過來被對方到電視台追討自己投資的金錢合約損失。當時任高層周梁淑怡得知此事後，很快便把袁鳳瑛解僱，以致她唯有轉職金融從業員七個月。後來在1989年6月，袁在灣仔街上遇上羅大佑，且被對方賞識，羅致到他的音樂公司「音樂工廠」旗下。其時經理人陳健添通過潘銑儀聯絡袁，並安排袁在無酬勞的情況下主唱1990年《天若有情》一曲。最後她憑此曲成名；也曾獲得1991年第10屆香港電影金像獎香港電影金像獎最佳原創電影歌曲的提名。
後來袁鳳瑛隨公司改組而成為滾石唱片 (香港)的歌手，推出了三張專輯。後期作品中比較為人所知的有為開拓兒童市場而製作的兒歌《阿花的故事》。期間被羅大佑引薦到無綫電視參演《壹號皇庭III》。至1995年往後，她的歌手合約完結，並淡出樂壇和花了一年時間到加拿大遊歷。此前曾獲滾石唱片有意簽約到台灣發展，惟她以不想公司蝕錢為由婉拒好意。加上了解自己不是追名逐利之人，自覺難以適應娛樂圈生活，不懂得應酬，促使她即使面對廣州製作人提出簽約請求，都不再繼續留在樂壇。1997年，袁鳳瑛在尖沙咀自資開辦一間唱歌學校「愛和平音樂演藝修涵中心」，但最終基於與合作夥伴鬧不和而於1999年6月結業。後到香港市政局文娛中心教授唱歌。另外又到社區中心為不同年齡層的人士進行心理輔導，累積至今她已經有二十年的心理輔導經驗。2003年起在香港公開大學修讀醫療輔導及心理學專業文憑以及兒童心理學文憑，合共花了七年時間完成課程。
袁鳳瑛現時是「香港歌星協進會」的董事，亦是「香港德育及演藝教育中心」的導師。除了策劃社區活動、進行心理、行為、家庭關係諮詢及輔導之外，她還參與慶典策劃工作、舞台節目製作提供專業歌唱技巧以及舞台演藝訓練。間中會演出舞台劇。其近年作品為《尋找快樂時代2017》（與黃德斌、歐陽妙芝、布志綸等藝人合作）。不少政府活動都會有她的歌唱演出。

### 其他資料
袁鳳瑛曾經患上強迫症，曾在一天內花費三、四萬購物，最嚴重的一次是試圖自殺。事緣她與合伙人開設唱歌學校，最終在拆伙後被惡意中傷，引致當時失業的她抑鬱症發作。此外，她在兩三歲時已知自己有接觸靈界的能力。因為擁有這種能力，所以她向來謹言慎行。

## 演出作品

### 電視劇（無綫電視）
- 1994年：《壹號皇庭III》 飾 王雪怡（Shirley）

### 綜藝節目
- 2014年：《2014 亞視人氣春晚 和諧共融》（亞洲電視）
- 2015年：《Sunday靚聲王》（無綫電視）
- 2015年：《歡樂滿東華》（無綫電視）
- 2016年：《晚吹總有一隻喺左近》（ViuTV）
- 2017年：《今日VIP》（無綫電視）
- 2017年：《流行經典50年》（無綫電視）
- 2018年：《今晚見》（亞洲電視數碼媒體）
- 2019年：《流行經典50年》（無綫電視）

### 真人秀
- 2017年 :  《放試》（奇妙電視）

## 專輯列表
| 專輯 # | 專輯名稱     | 專輯類型 | 發行公司        | 發行日期   | 曲目 |
| ------ | ------------ | -------- | --------------- | ---------- | --- |
| 1st    | 若是你能聽見 | 大碟     | 滾石唱片 (香港) | 1991年6月  | 1. 吉卜賽情人 2. 據說你走了 3. 若是你能聽見 4. 滾滾紅塵 5. Surrender 6. 心經 7. 漏氣 8. 從前有一些人 9. 透徹 10. 內疚                                                |
| 2nd    | 戲迷情人     | 大碟     | 滾石唱片 (香港) | 1993年11月 | 1. 情難獨奏 2. 不必騷擾 3. 拈花 4. 為未來回憶 5. 你走 6. 你是我的意義 7. 逃出人間世外 8. 戲迷情人 9. 一個你一個我 10. 你的來信收到了 11. 天若有情 12. 這歌要為明日唱 |
| 3rd    | 不知不覺間   | 大碟     | 滾石唱片 (香港) | 1994年12月 | 1. 聽說失戀的女人美麗 2. 寂寞是 3. 天知道 4. 借一杯咖啡 5. 不知不覺間 6. 軟禁 7. 一對玻璃仙子 8. 遊戲規則 9. 不甘心 10. 收拾心情                                     |

### 單曲
- 1990年：《天若有情》、《青春無悔》
- 1991年：《情深義更深》
- 1992年：《情人眼裡》、《不在乎》、《仙樂處處飄》
- 1993年：《打開心窗》
- 1994年：《阿花的故事》、《別要愛得太難過》、《草原小天使》
- 1999年：《花花草草夢想國》
- 2000年：《我是一個稻草人》

## 派台歌曲成績
| 派台歌曲成績  | 派台歌曲成績 | 派台歌曲成績 | 派台歌曲成績 | 派台歌曲成績 | 派台歌曲成績 | 派台歌曲成績             |
| ------------- | ------------ | ------------ | ------------ | ------------ | ------------ | ------------------------ |
| 唱片          | 歌曲         | 903          | RTHK         | 997          | TVB          | 備註                     |
| 1990年        |              |              |              |              |              |                          |
| 天若有情 (EP) | 天若有情     | -            | -            |              | -            | 新版本收錄於《戲迷情人》 |
| 1991年        |              |              |              |              |              |                          |
| 若是你能聽見  | 滾滾紅塵     | 4            | 2            |              | -            | OT：陳淑樺 ~ 滾滾紅塵    |
| 若是你能聽見  | 若是你能聽見 | -            | -            |              | -            |                          |
| 若是你能聽見  | 心經         | 30           | -            |              | -            |                          |
| 1993年        |              |              |              |              |              |                          |
| 戲迷情人      | 不必騷擾     | 11           | -            |              | -            |                          |
| 戲迷情人      | 為未來回憶   | 25           | -            |              | -            |                          |
| 戲迷情人      | 戲迷情人     | 20           | 16           |              | -            | OT：黃鶯鶯 ~ 葬心        |
| 1994年        |              |              |              |              |              |                          |
| 不知不覺間    | 不知不覺間   | -            | -            | -            | -            |                          |
| 1995年        |              |              |              |              |              |                          |
| 不知不覺間    | 寂寞是       | -            | -            | -            | -            |                          |

| 各台冠軍歌總數 | 各台冠軍歌總數 | 各台冠軍歌總數 | 各台冠軍歌總數 | 各台冠軍歌總數    |
| -------------- | -------------- | -------------- | -------------- | ----------------- |
| 903            | RTHK           | 997            | TVB            | 備註              |
| 0              | 0              | 0              | 0              | 四台冠軍歌總數：0 |

## 獎項
- 1991年：第十四屆十大中文金曲頒獎禮音樂會－「最有前途新人獎」優異獎
- 1991年：叱咤樂壇流行榜頒獎典禮－「叱咤樂壇生力軍女歌手」銅獎
- 1994年：TVB《兒歌金曲頒獎典禮》「十大兒歌金曲」獎－《阿花的故事》

## 外部連結
- 袁鳳瑛的Facebook專頁